# Gigi Warny
Pour les articles homonymes, voir Warny (homonymie).
Gigi Warny, née Geneviève Warny, est une sculptrice belge née à Bruges mais principalement active à Ottignies-Louvain-la-Neuve, ville belge de la province du Brabant wallon.

## Biographie
Gigi Warny est née le 2 mai 1958 à Bruges en Flandre,.
Après avoir étudié dans sa ville natale, elle poursuit ses études à Tournai, Anvers, Gand et Louvain-la-Neuve,.
Elle est licenciée en psychologie de l'Université catholique de Louvain,.
Tournai a fortement déterminé sa carrière, car peu après avoir obtenu son diplôme de l'UCL, l'architecte André Wilbaux lui propose de décorer une façade extérieure du conservatoire de musique de Tournai avec « six attitudes grandeur nature », ce qui est sa première commande rémunérée puisque, jusqu'alors, elle offrait les petites statues qu'elle créait à ses amis,. Les statues originelles avaient été détruites durant la guerre et Gigi Warny les remplace par de petits personnages représentant les métiers d'art qui avaient fait la renommée de Tournai. C'est ainsi qu'elle décore cette façade, située rue du Parc à Tournai, avec six statues en bronze représentant des personnages de l'histoire artistique de Tournai : le fabricant de porcelaine François Peterinck, le musicien Pierre de La Rue, le peintre Robert Campin, le tisserand Pasquier Grenier, l'orfèvre Lefebvre Caters et Michel Lemaire pour la dinanderie,.
Artiste autodidacte dans le domaine de la sculpture, elle travaille le bronze, la terre cuite, le plâtre et la cire,,,,.
Gigi Warny anime également des ateliers de sculpture en milieu psychiatrique.
Elle vit à Céroux-Mousty et possède un atelier à Louvain-la-Neuve,.
Améliorant et modifiant progressivement ses techniques, elle expose essentiellement en Belgique avant de traverser l'Atlantique et d'être connue aussi au Québec.

## Réalisations
Bien que native de Bruges, c'est surtout sur le territoire de la ville d'Ottignies-Louvain-la-Neuve que Gigi Warny déploie son talent.

### Réalisations à Ottignies-Louvain-la-Neuve

#### Léon et Valérie(1984)
Face aux Halles universitaires de Louvain-la-Neuve, à l'endroit où la rue des Wallons et la Grand-Rue rencontrent la place de l'Université, se dresse une fontaine qui représente un étudiant et une étudiante qui lisent un livre ensemble,.
Cette fontaine a été baptisée « Léon et Valérie » par les étudiants en référence à une vieille chanson coquine du folklore estudiantin : « Sur l'herbette fleurie, au fond du jardin, Léon et Valérie faisaient des cumulets… ».
L'œuvre est un don d'un mécène américain, le docteur Donald Hilson Ryan,,, et a été inaugurée le 11 octobre 1984.
« Adopté par la communauté universitaire, le couple est devenu une mascotte locale, véritables Roméo et Juliette néo-louvanistes qu'on affuble, à l'occasion, de la calotte et de la cape estudiantines traditionnelles »,.
Le bassin d'un diamètre de 3,50 m et le socle en béton teinté de Bierges ont été dessinés par Raymond Lemaire tandis que les personnages grandeur nature en bronze sont de la main de Gigi Warn,,.
En mai 2011, la statue de Léon a disparu peu de temps mais la plaisanterie qui visait à séparer Léon et Valérie a été interrompue par le service de sécurité.

Léon et Valérie
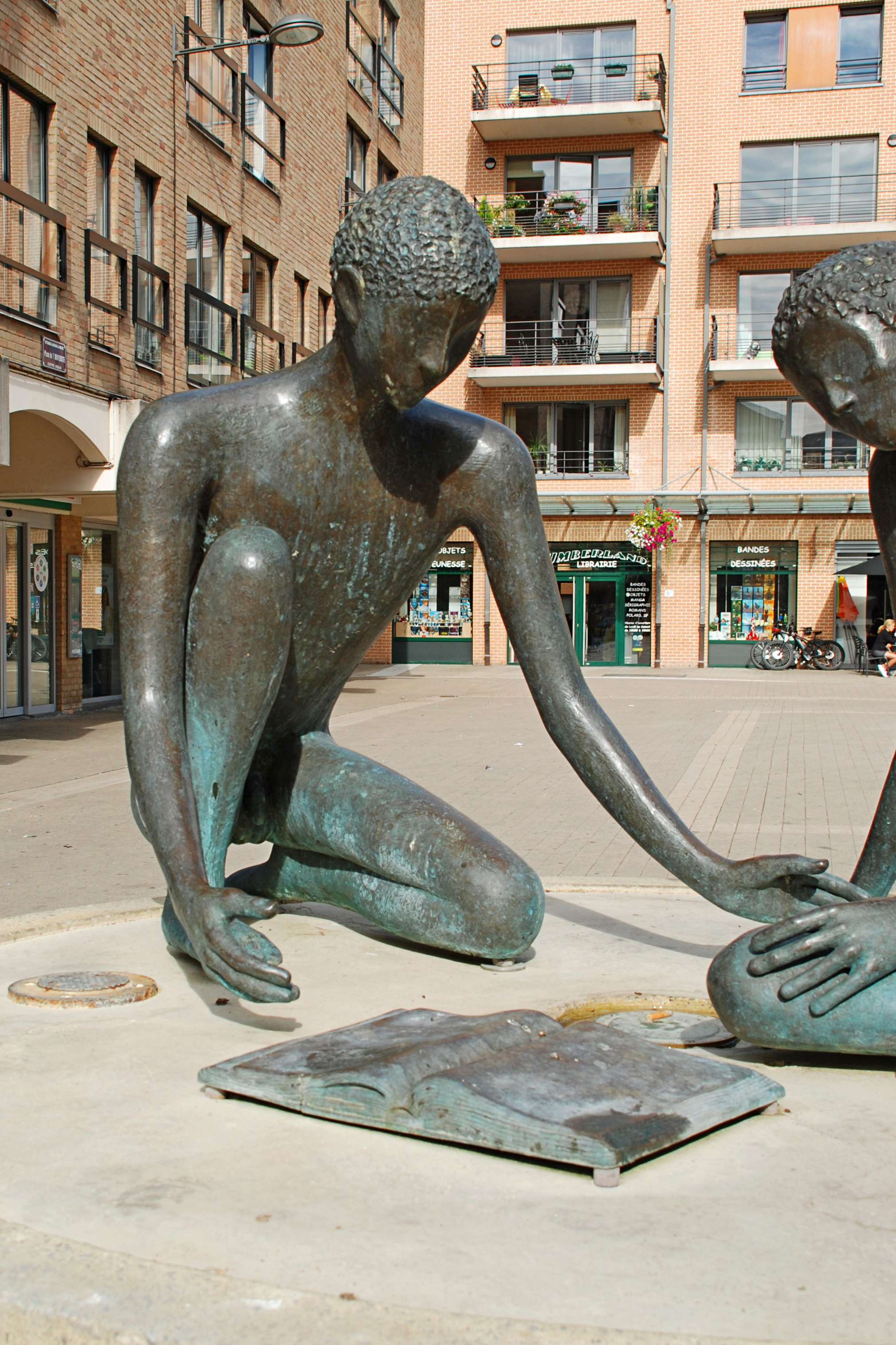
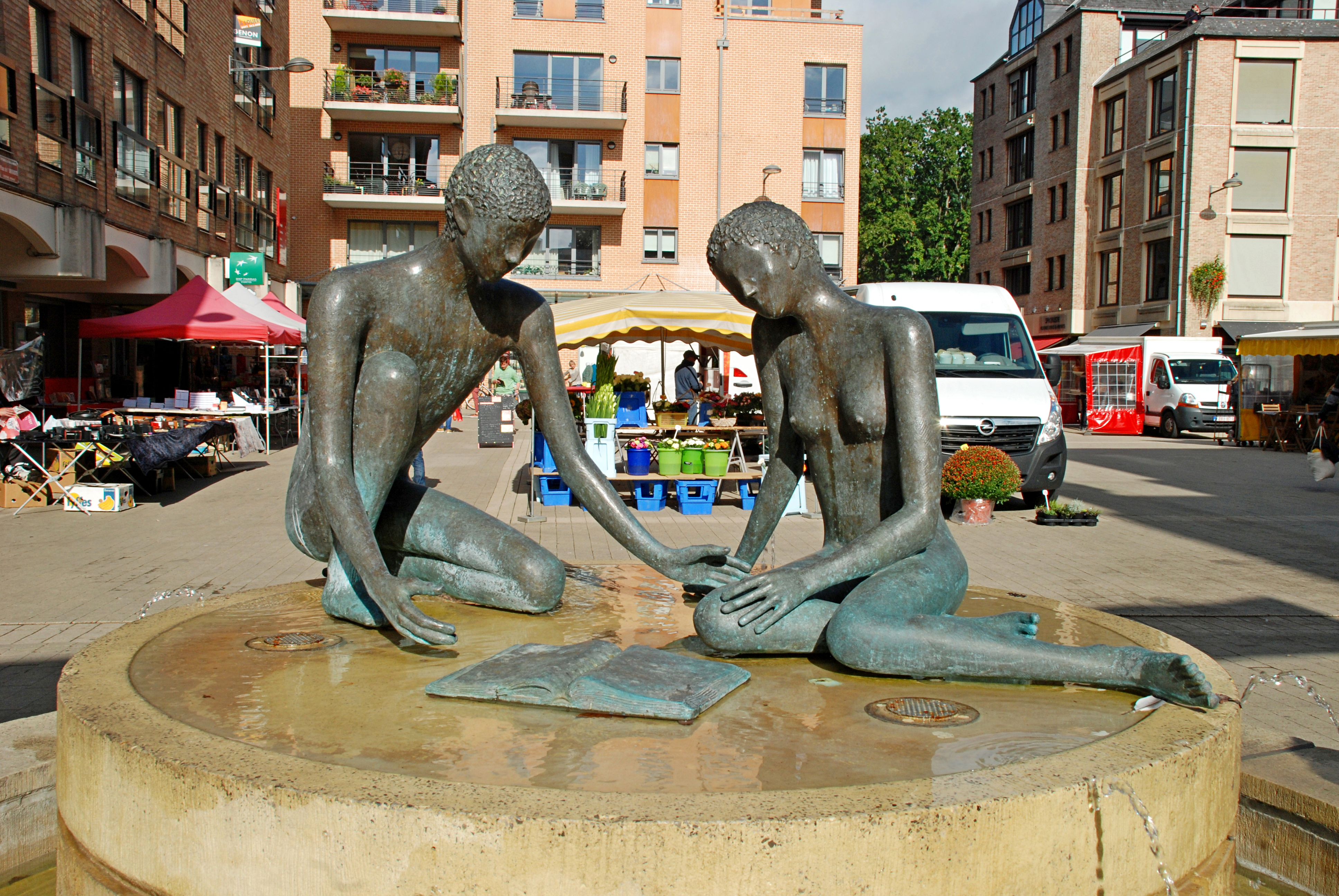
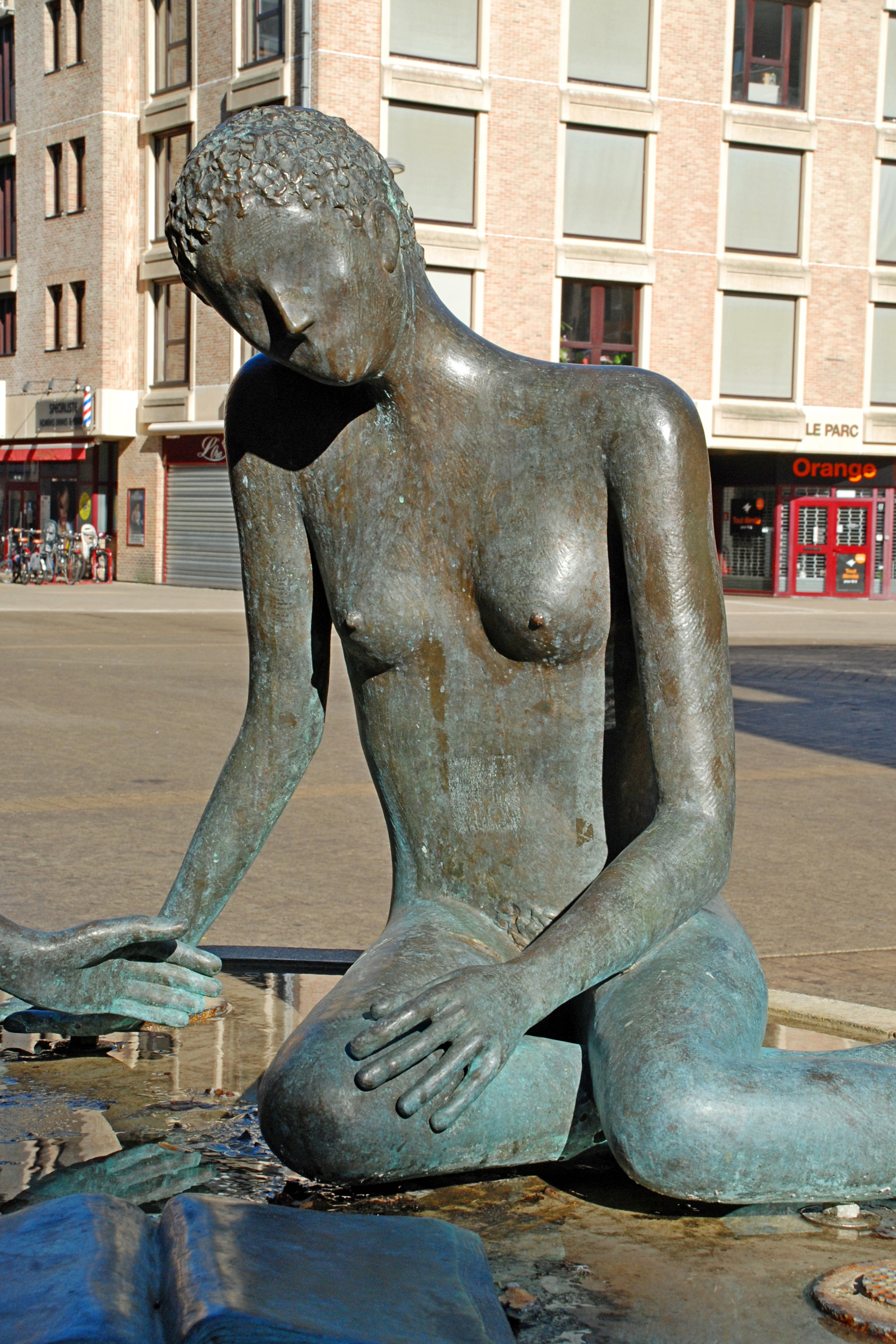
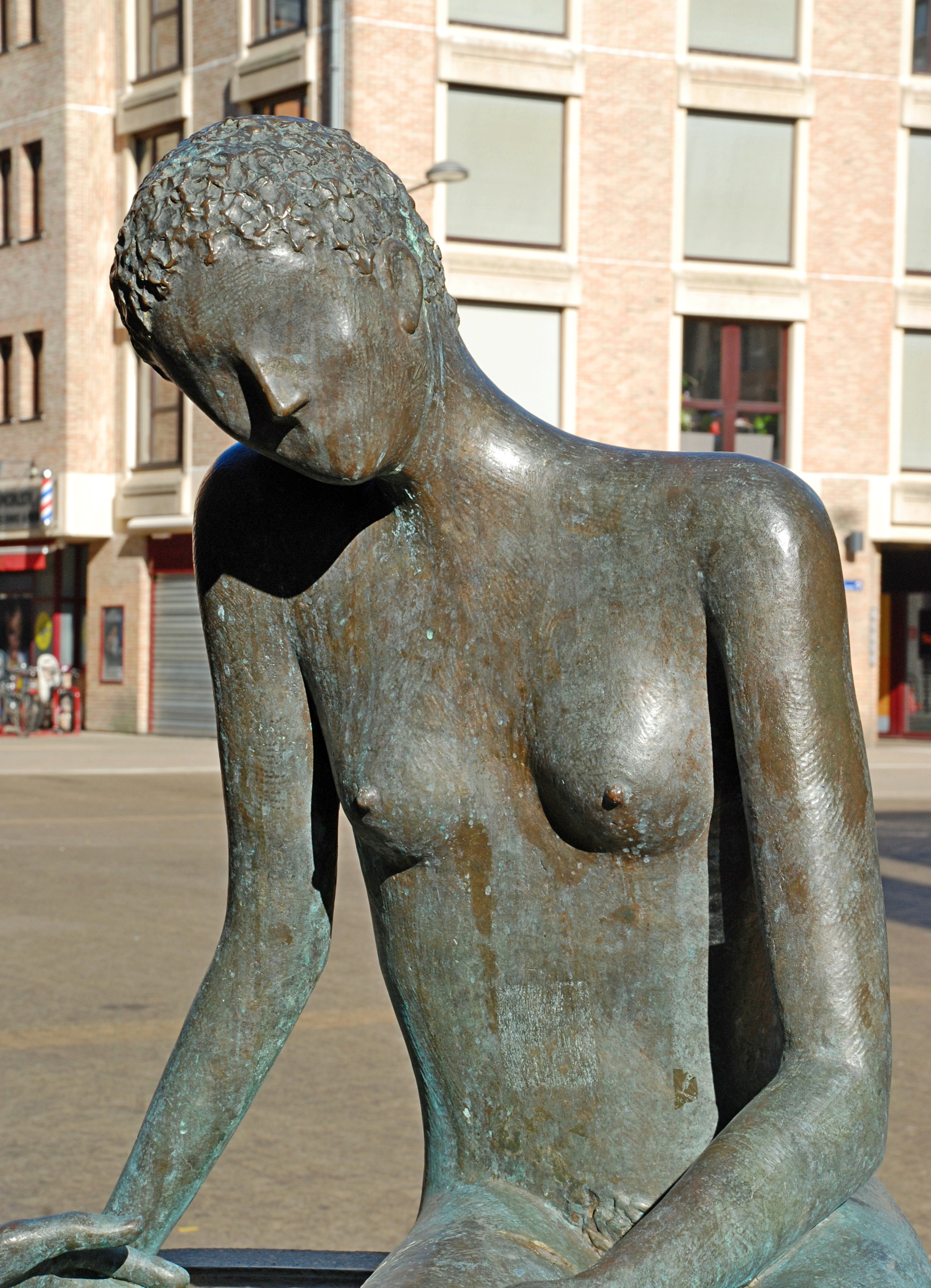

#### Les Vis T'chapias(1988)
Les Vis T'chapias (Les Vieux Chapeaux) est une sculpture en bronze de 1,5 m de haut située au square des Vis T'chapias, dans le quartier du Stimont sur les hauteurs d'Ottignies.
Cette sculpture de 1,5 m de haut, dont le promoteur était la Ville d'Ottignies-Louvain-la-Neuve, a été réalisée en 1988 par Gigi Warny.
« Ce jeune couple de danseurs rend hommage aux traditions d'un vieux quartier d'Ottignies. Il fait référence à un groupe folklorique Les Vis T'chapias fondé en 1924 et remis à l'honneur depuis 1974 »,.

Les Vis T'chapias
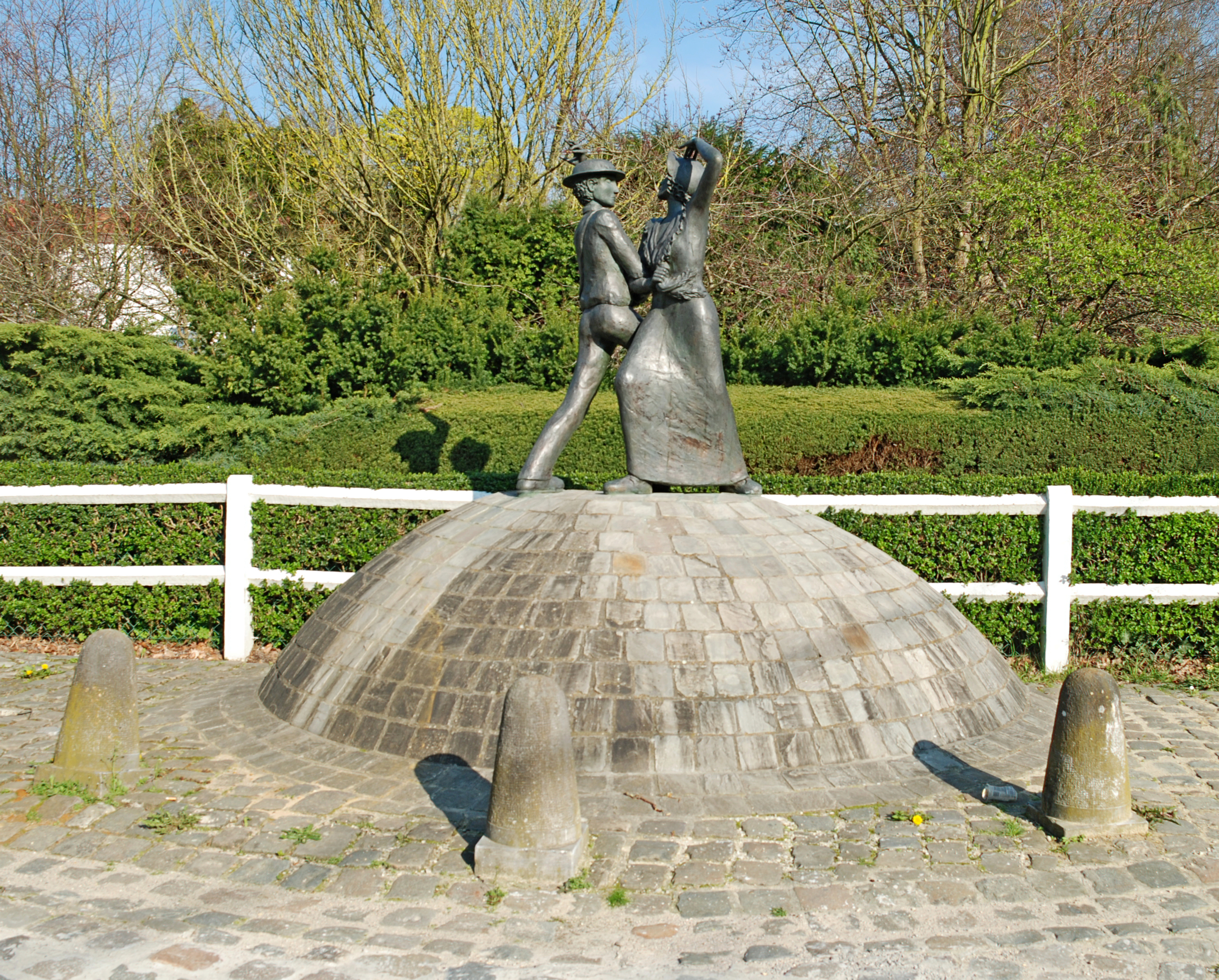
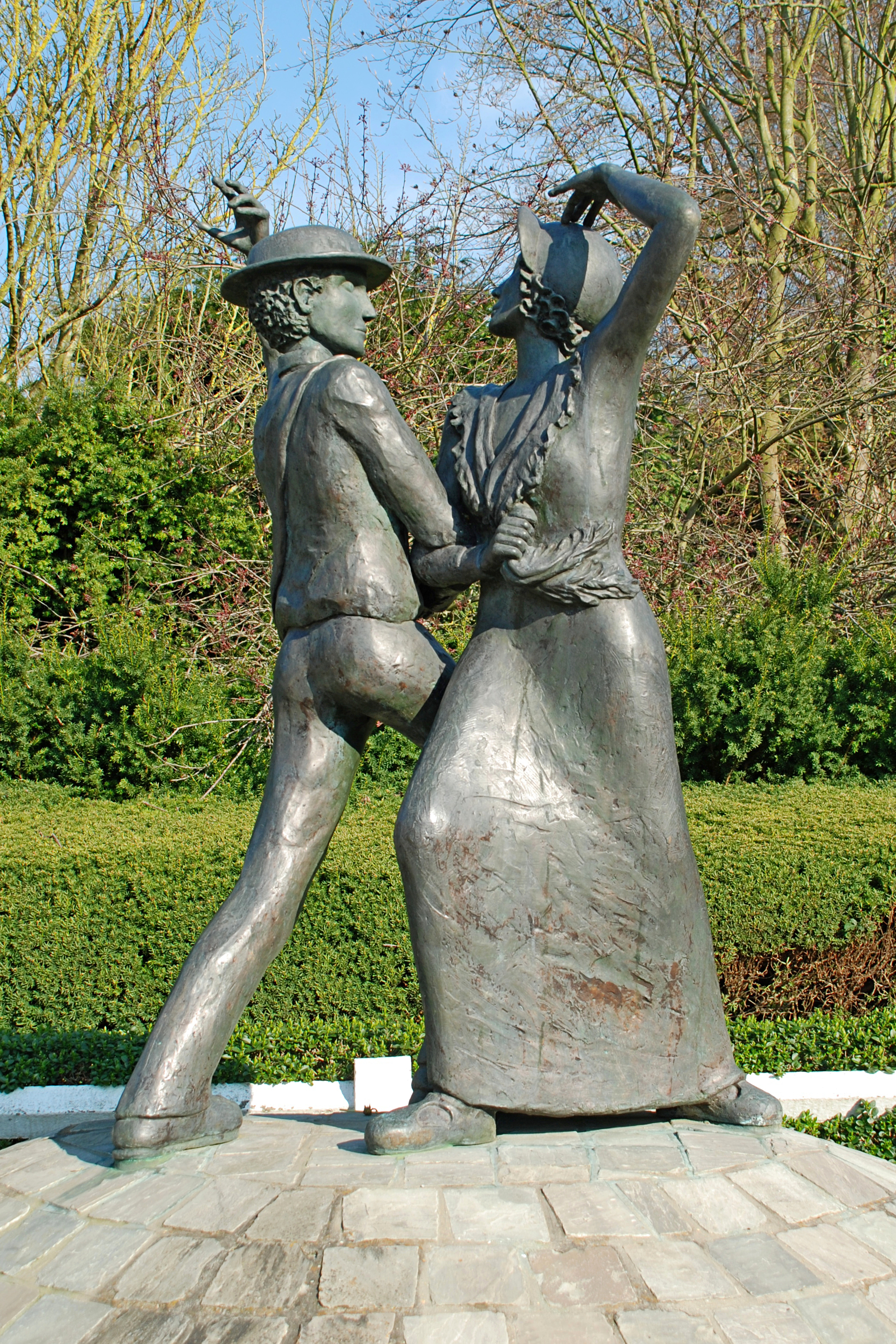
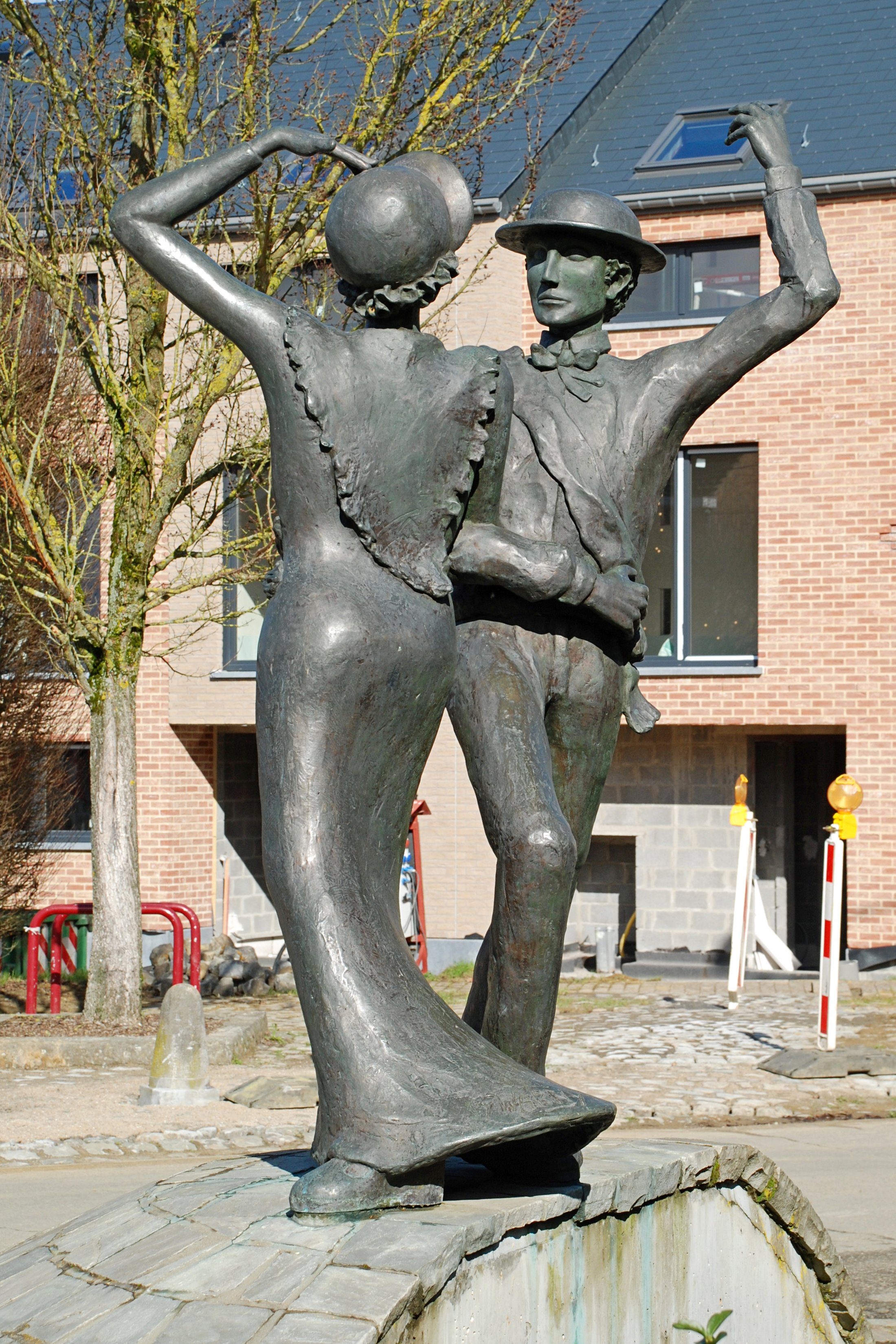
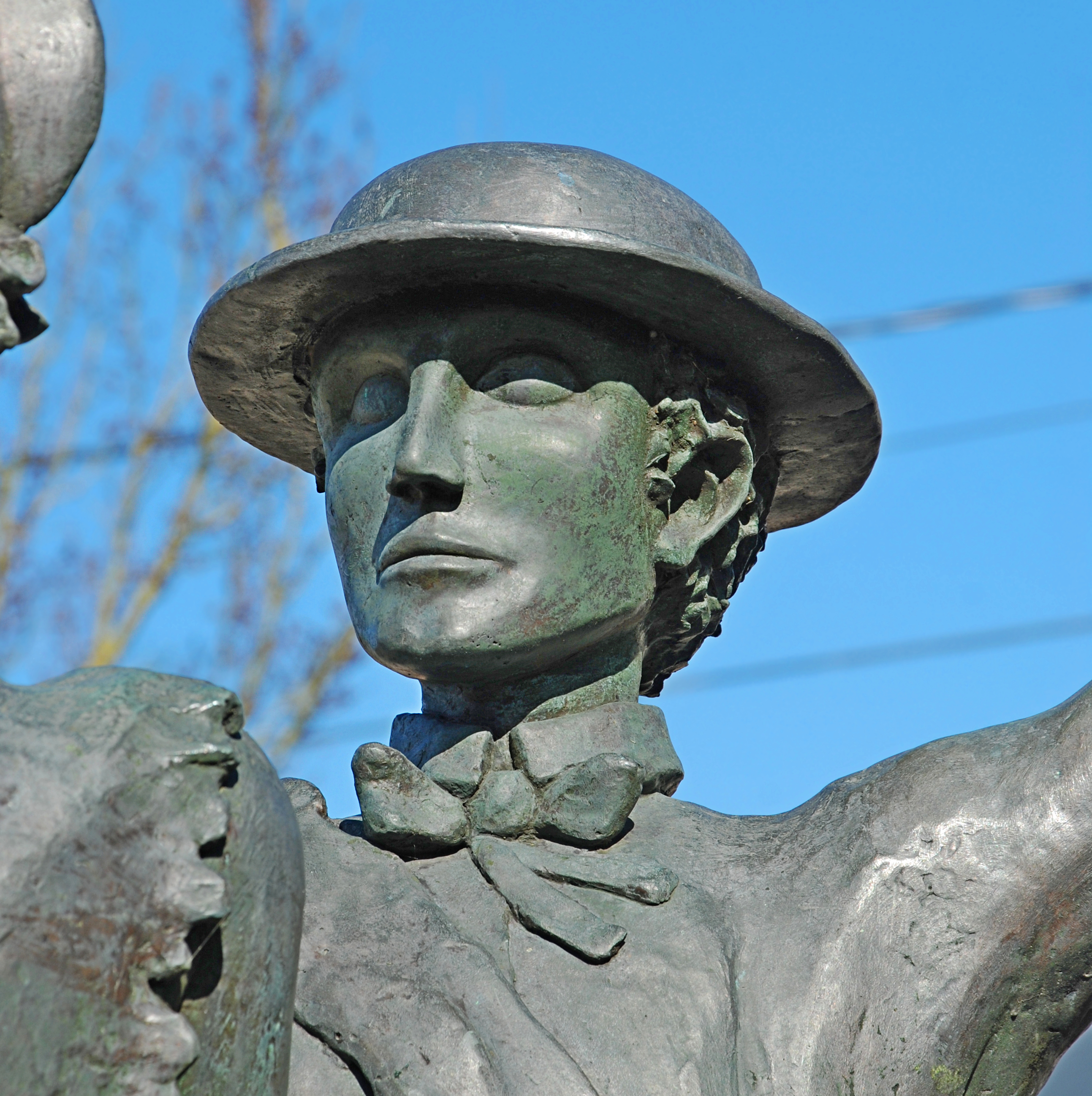

#### La main au diplôme(1995)

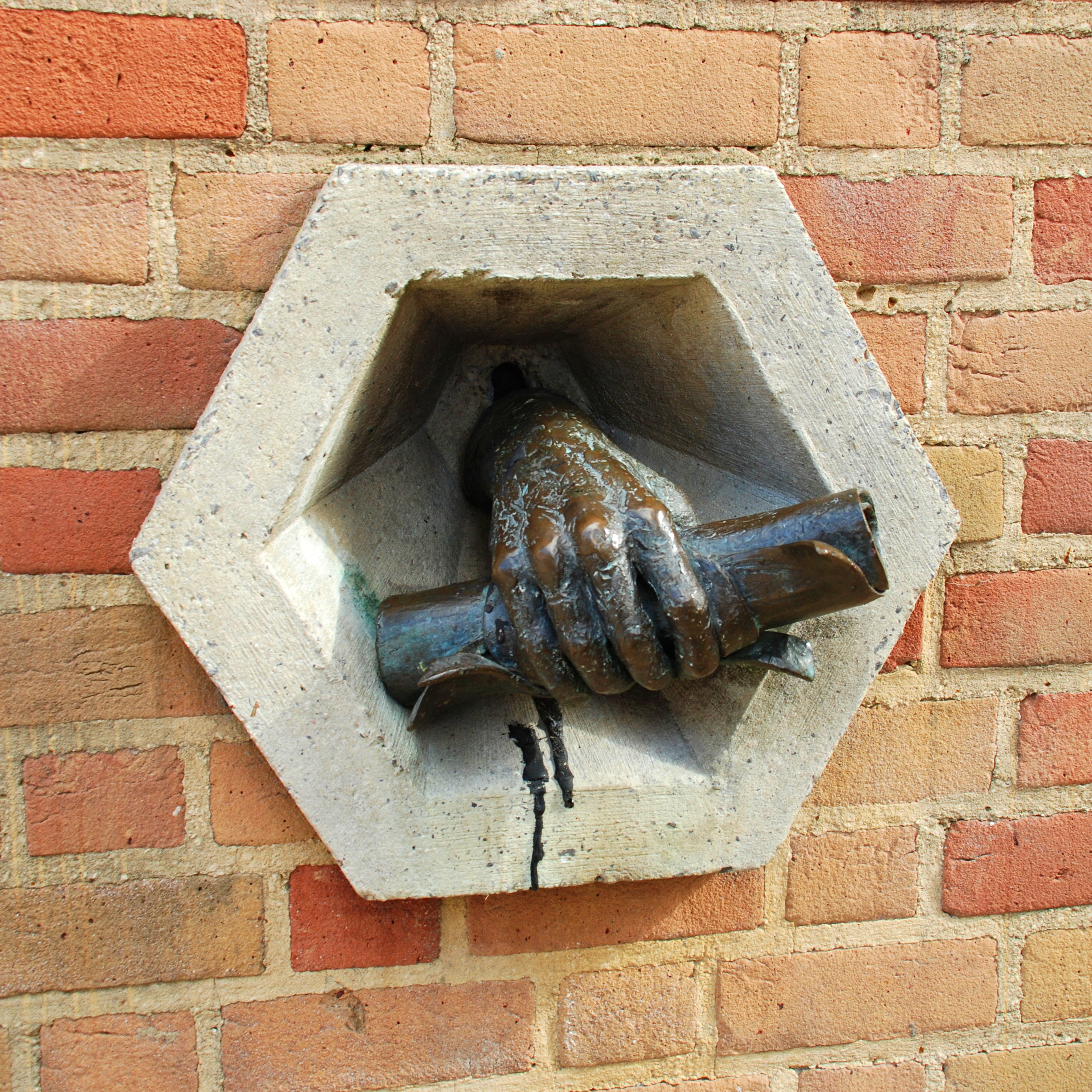
La main au diplôme.

La façade principale des Halles universitaires de Louvain-la-Neuve intègre une sculpture en bronze avec cadre en béton blanc intitulée « La main au diplôme » réalisée en 1995 par Gigi Warny,,.
Cette sculpture, dont le promoteur fut la Fondation Michel Woitrin, rappelle la fonction universitaire de la ville et représente la récompense suprême qu'espère tout étudiant,,.
Pour reprendre les mots de l'ouvrage L'art dans la ville - Promenades à Ottignies-Louvain-la-Neuve « Comme pour la statue de t'Serclaes à Bruxelles ou le petit singe du Grand Garde montois, caresser cette main enserrant un diplôme porte chance et augmente donc l'espoir d'acquérir le sésame tant espéré ».

#### Augustin l'auto-stoppeur(1999)
Sur le parking Jacques Leclerc, le long du boulevard de Wallonie, contre la gare des bus de Louvain-la-Neuve, se dresse la statue d'Augustin l'auto-stoppeur, sculpture en bronze réalisée par Gigi Warny en 1999 et installée à cet endroit en 2002,,.
Cette statue de 2 m de haut est un don de Paul Simon à Université catholique de Louvain,.
Prénommé Augustin par son commanditaire, cet auto-stoppeur « symbolise parfaitement la bohème et la débrouille liées à la vie de bon nombre d'étudiants et d'habitants sur le site Louvain-la-Neuve ». Peu après son installation, on lui a volé ses lunettes. On peut encore apercevoir sur son nez une des plaquettes de la paire de lunettes. Il est aussi le sujet d'une étude anthropologique par Patrick Laviolette.

Augustin l'auto-stoppeur
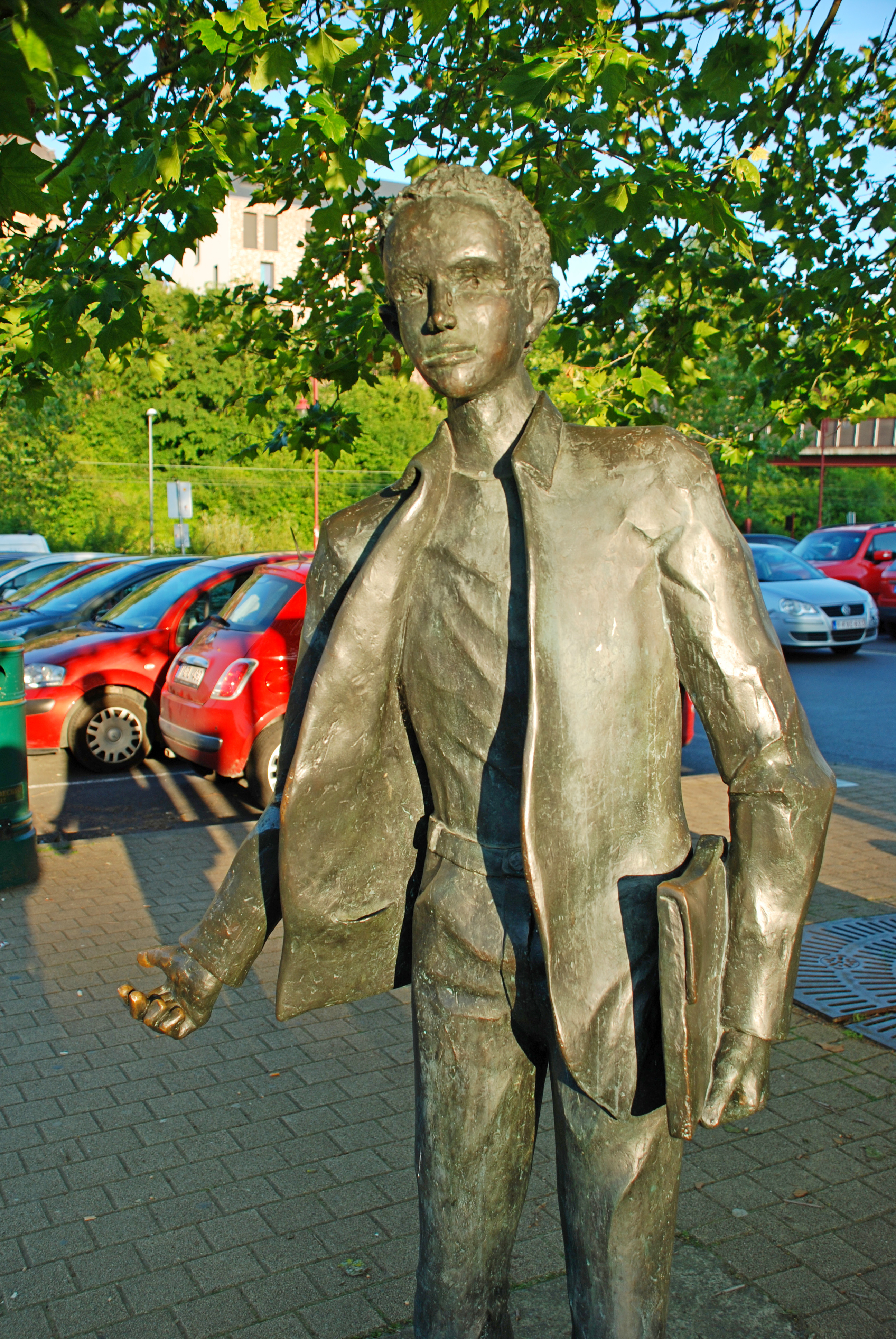
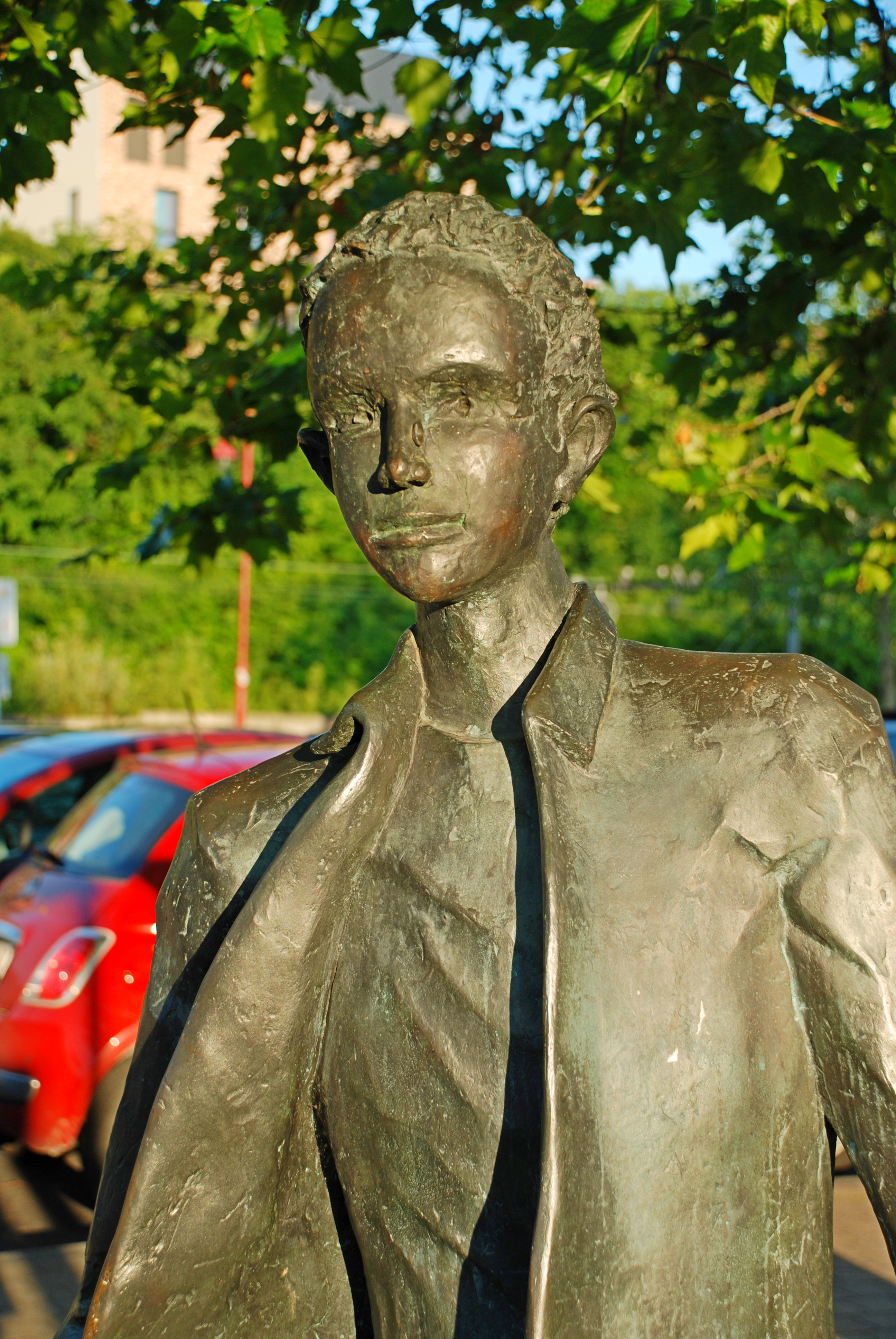
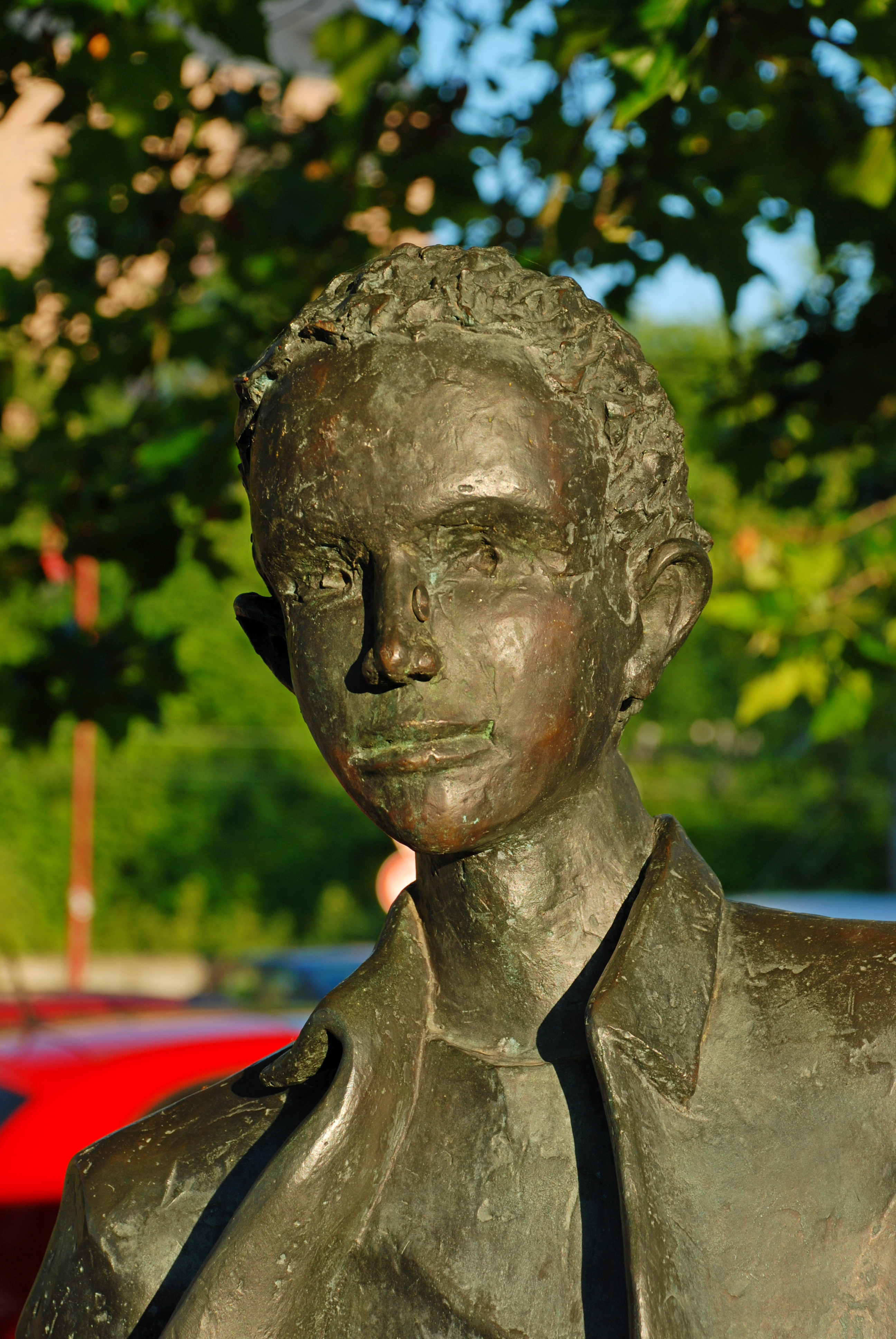
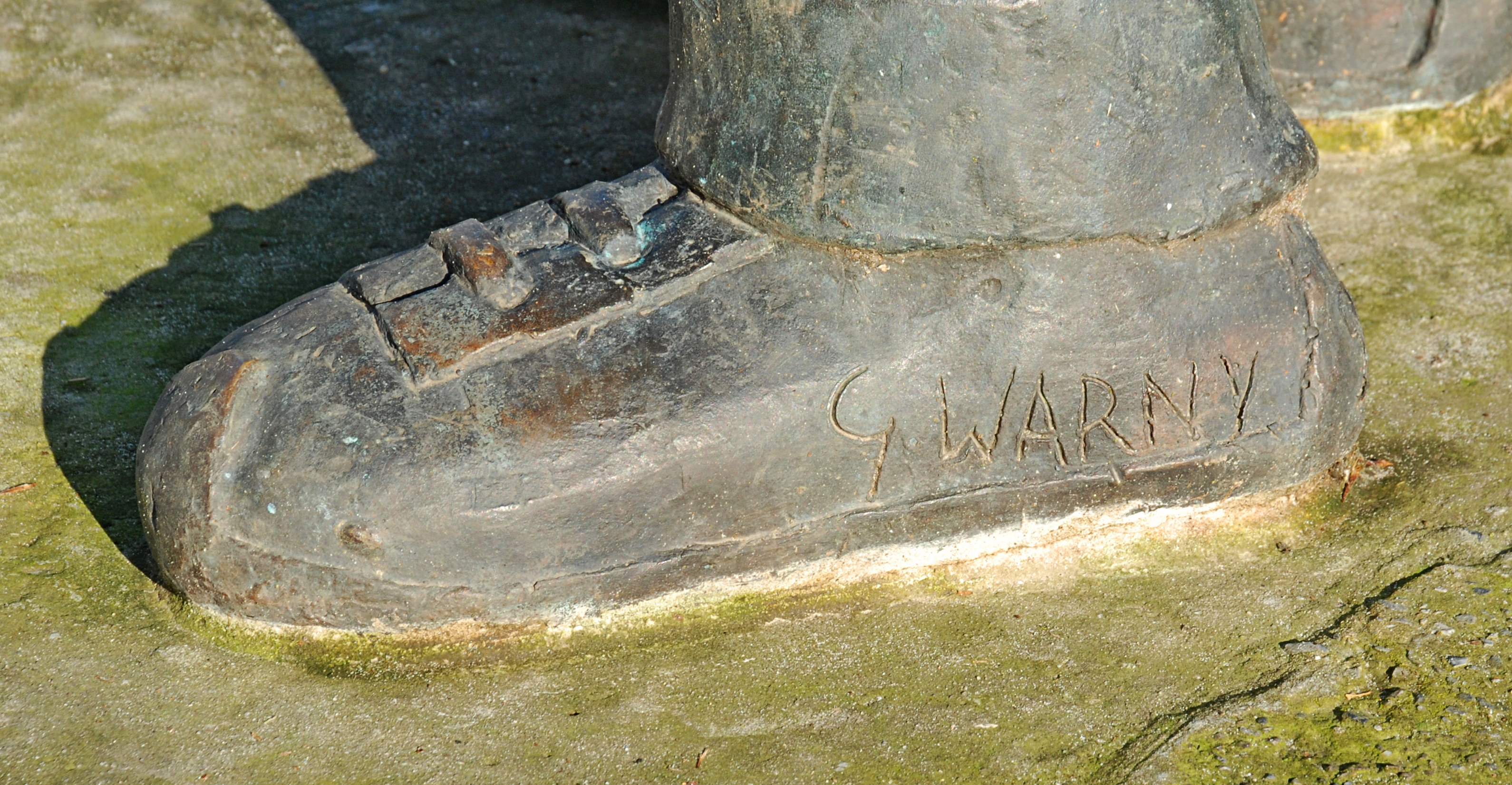
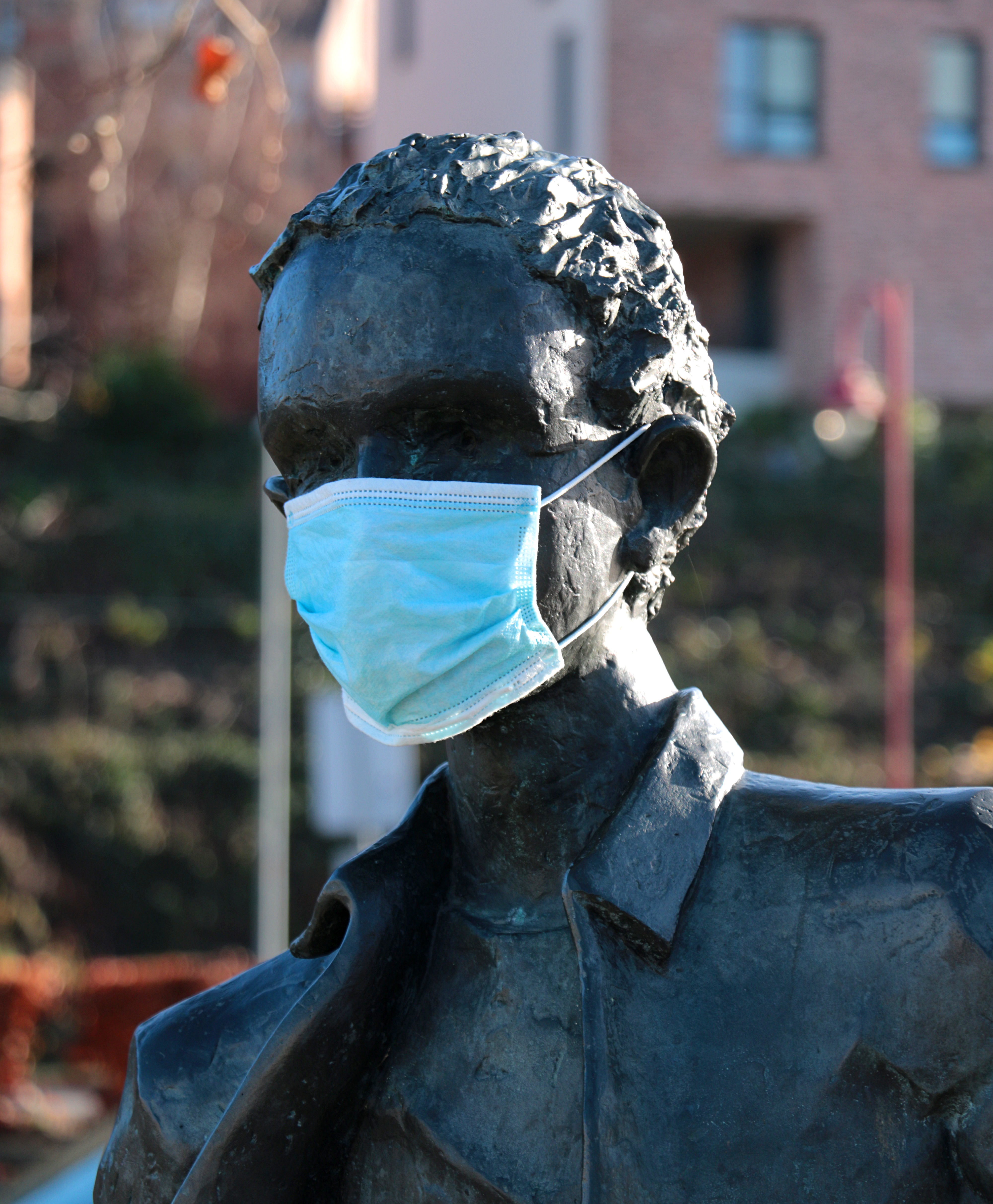

#### Rêverie d'eau(2001)
Contre la piscine de Blocry à Louvain-la-Neuve, à l'intersection des rues du Castinia et de l'Hocaille,, se dresse une charmante statuette représentant Samuel, un enfant accroupi rêvant devant un jet d'eau et les galets de la fontaine,. « Le regard de l'enfant qui capte l'eau qui coule dans son rêve illustre le plaisir de la découverte du milieu aquatique et de l'acquisition de sa maîtrise ».
Cette sculpture en bronze haute de 70 cm, intitulée Rêverie d'eau, se reflète dans un plan d'eau de 3 m sur 3, entouré d'un espace végétal ondoyant,.
Cette sculpture, dont le promoteur est le Complexe sportif de Blocry, a été installée en 2001 à l'occasion du vingtième anniversaire de la piscine,,.

Rêverie d'eau
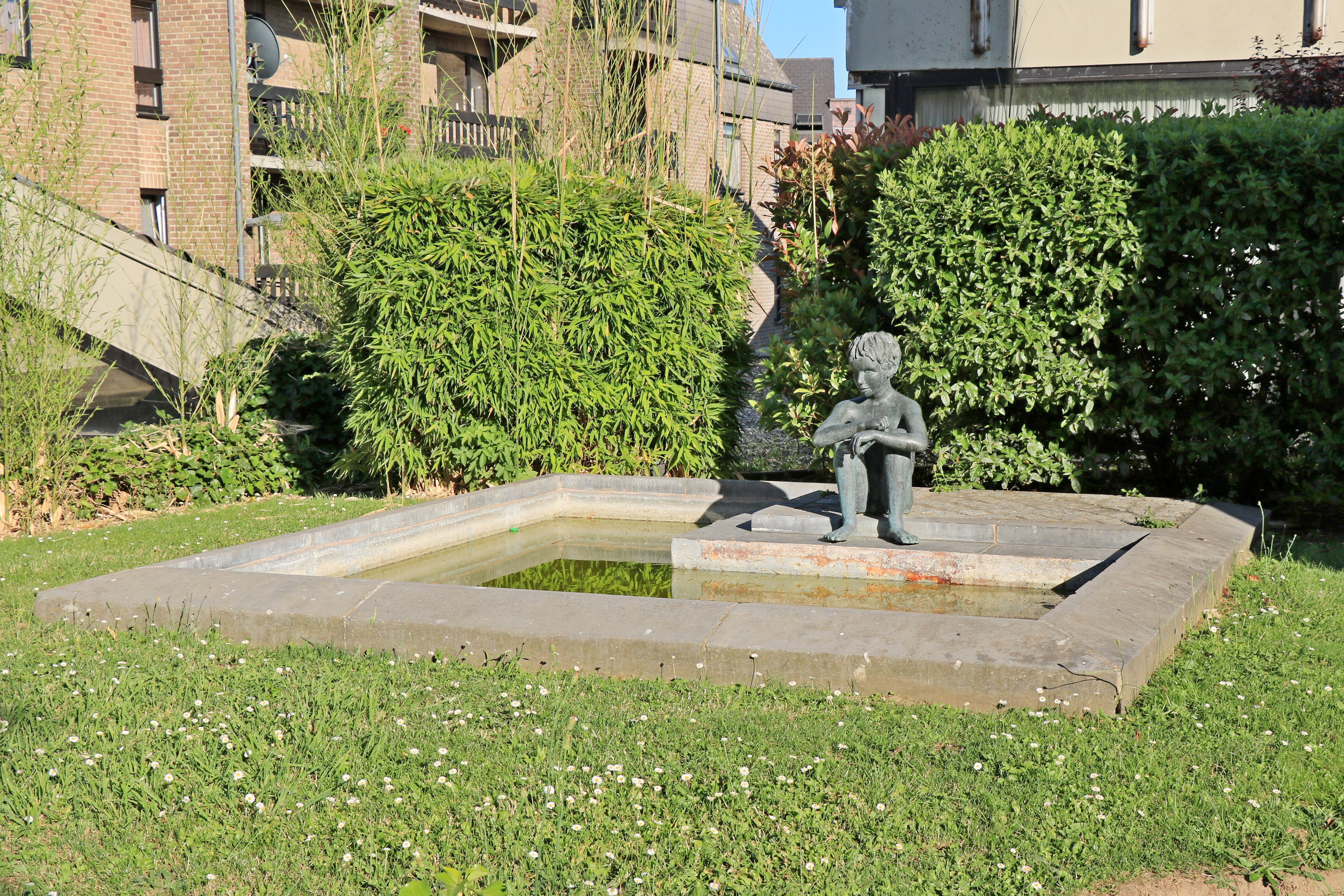
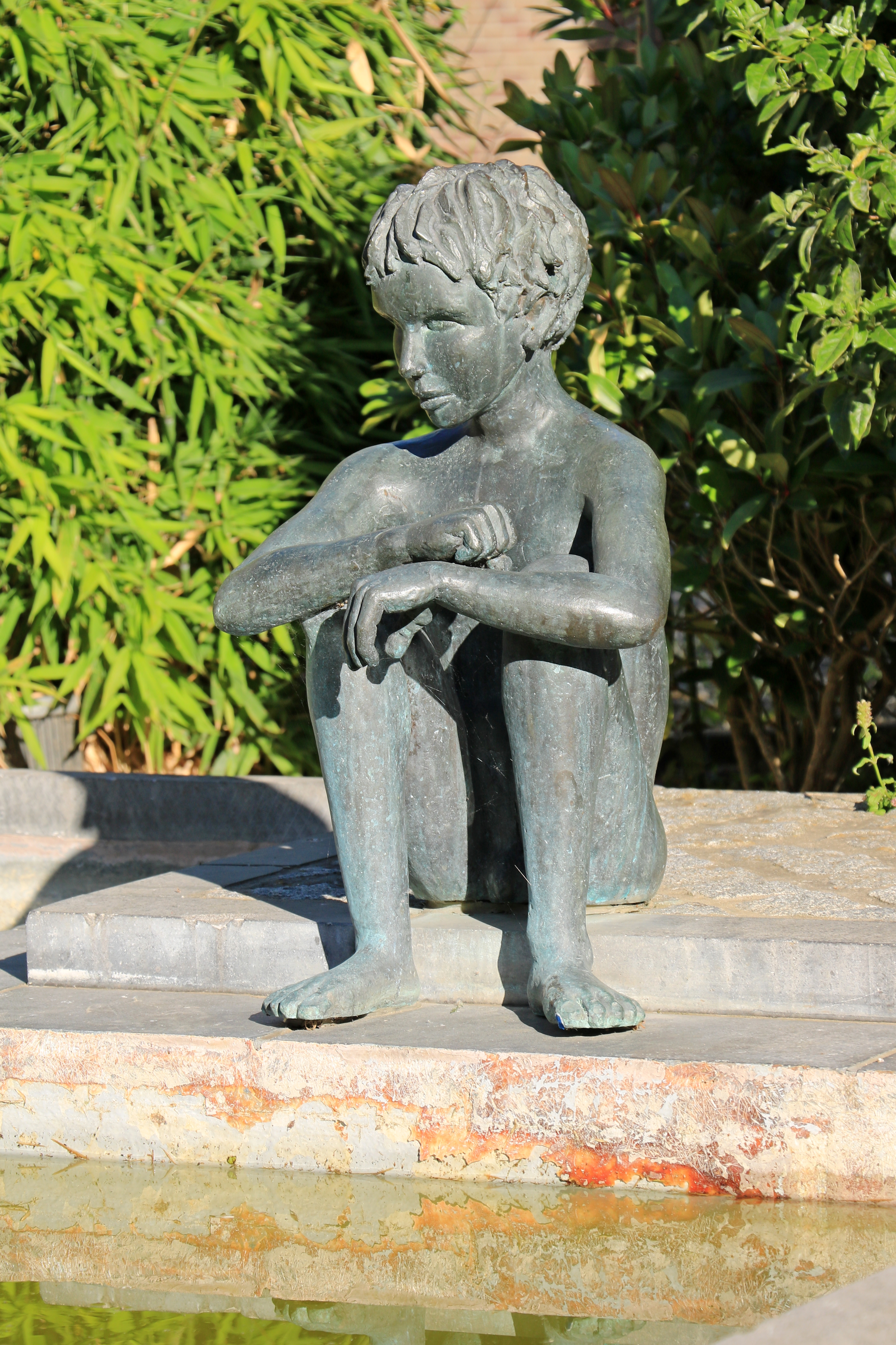
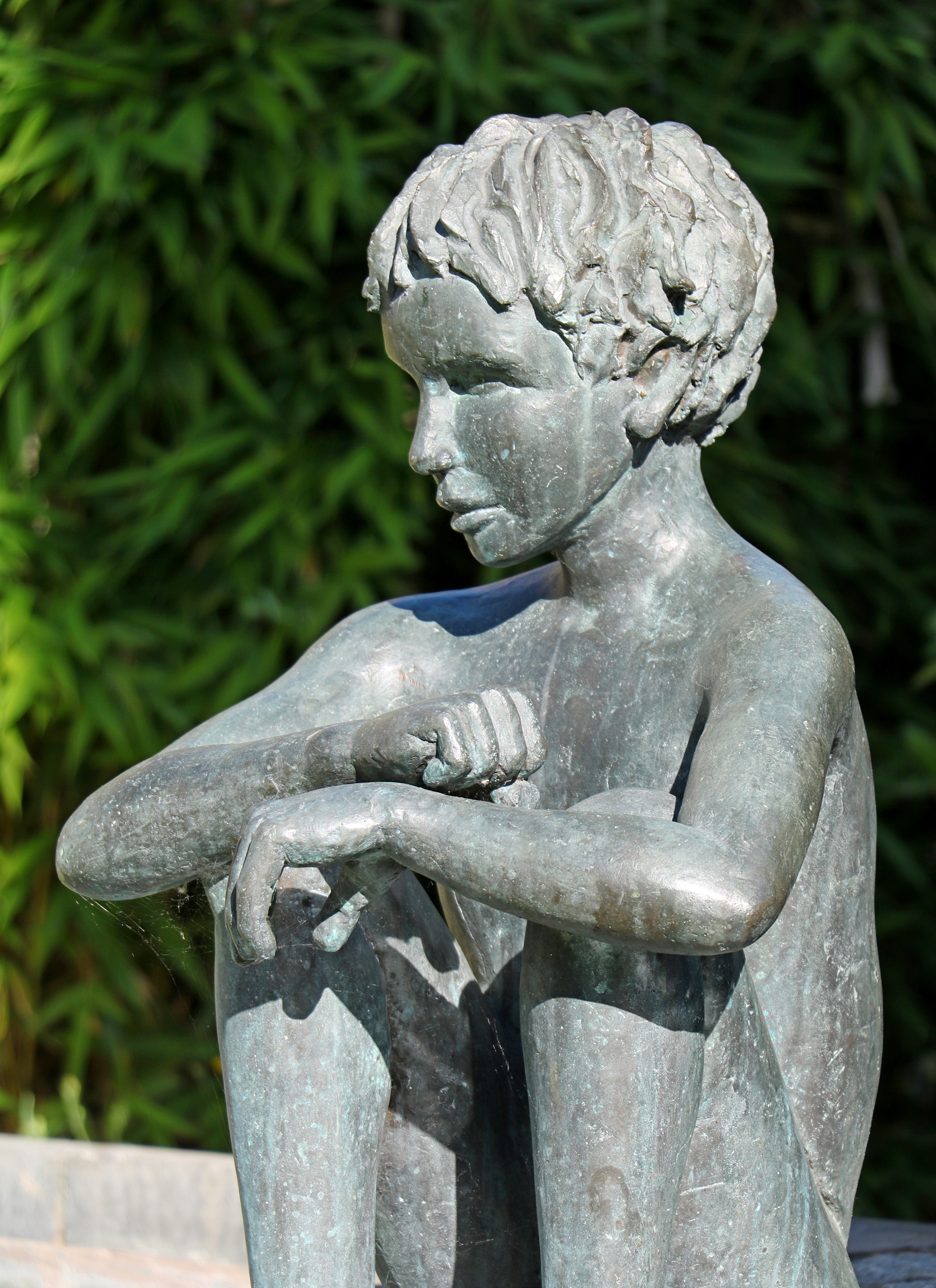

#### Cet instant unique qui n'avait pas d'hier(2016)
Sur la Place des Sciences de Louvain-la-Neuve, sous le préau qui précède les auditoires des Sciences, se dresse un monument à la mémoire de Georges Lemaître, réalisée par Gigi Warny en 2016 et intitulé Cet instant unique qui n'avait pas d'hier.
La petite statue en bronze représente Georges Lemaître en train d'enseigner, un morceau de craie dans la main droite, devant un tableau sur lequel est dessiné un diagramme qui indique le point zéro – le Big Bang - le présent et l'évolution possible de l'univers en expansion
L'ensemble s'élève sur un socle sur lequel est gravé un hommage à Georges Lemaître :

« Cet instant unique qui n'avait pas d'hier
 
Georges Lemaître (1894 - 1966)

Père de la théorie du Big Bang

Gigi Warny 2016 »

Cet instant unique qui n'avait pas d'hier
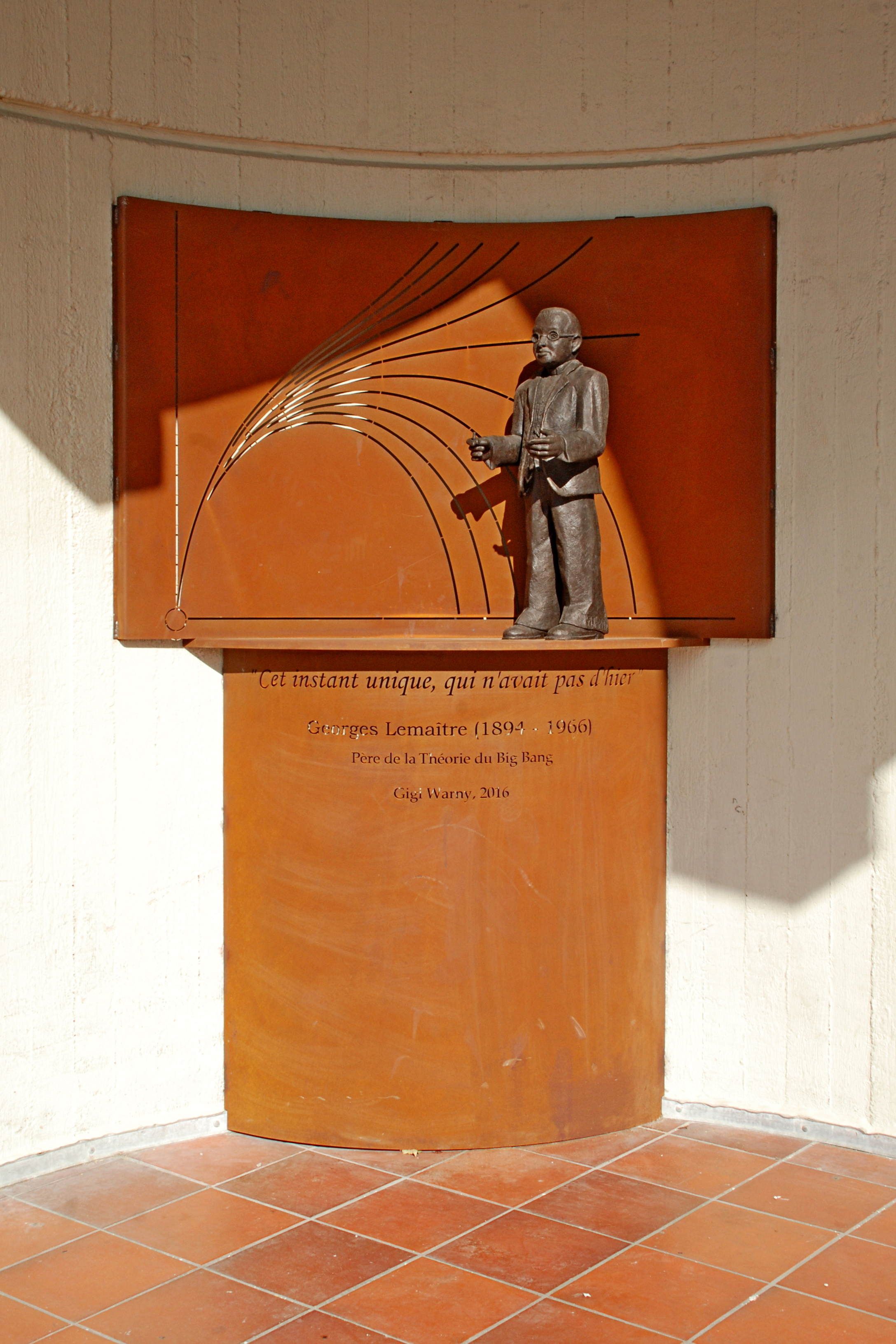
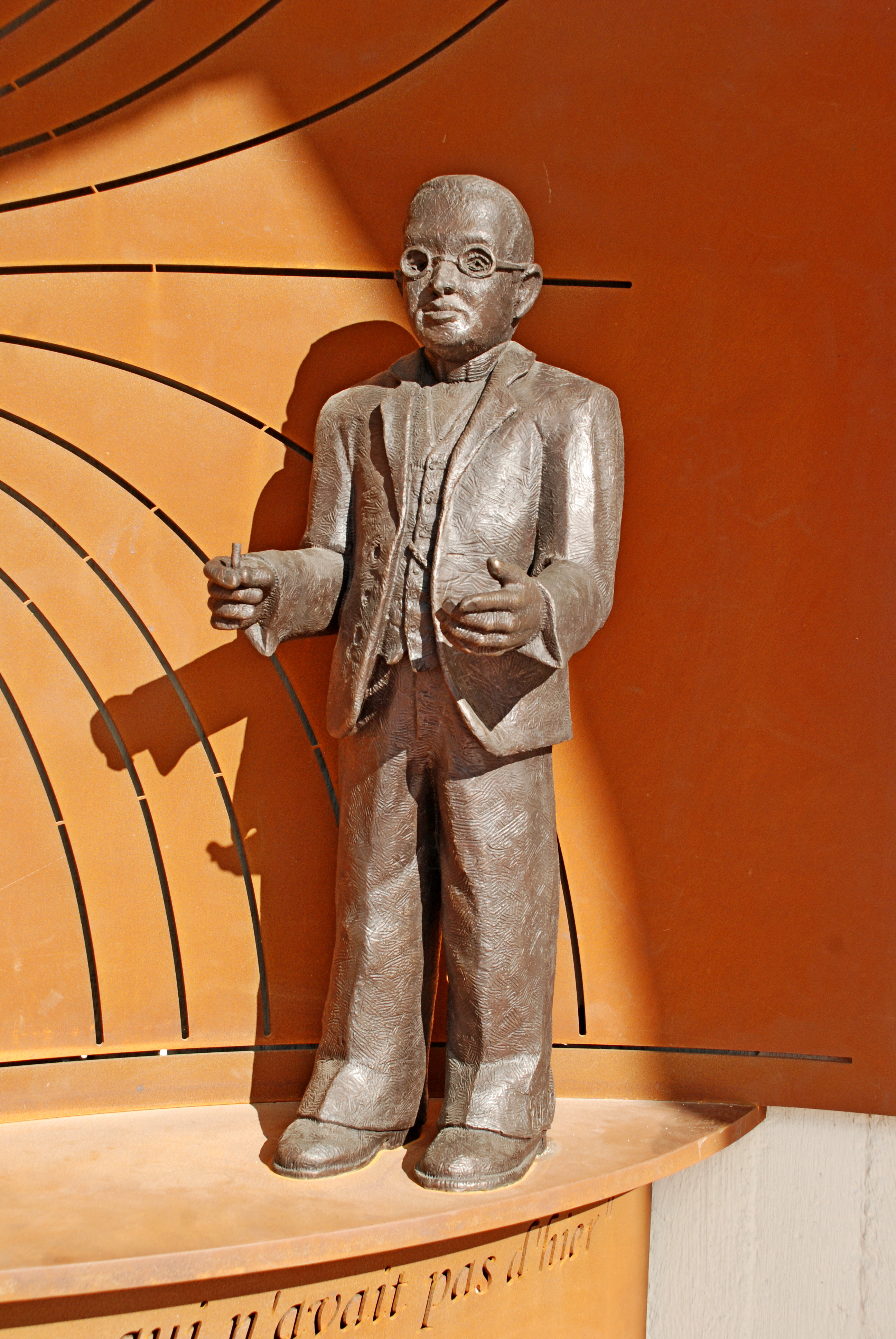
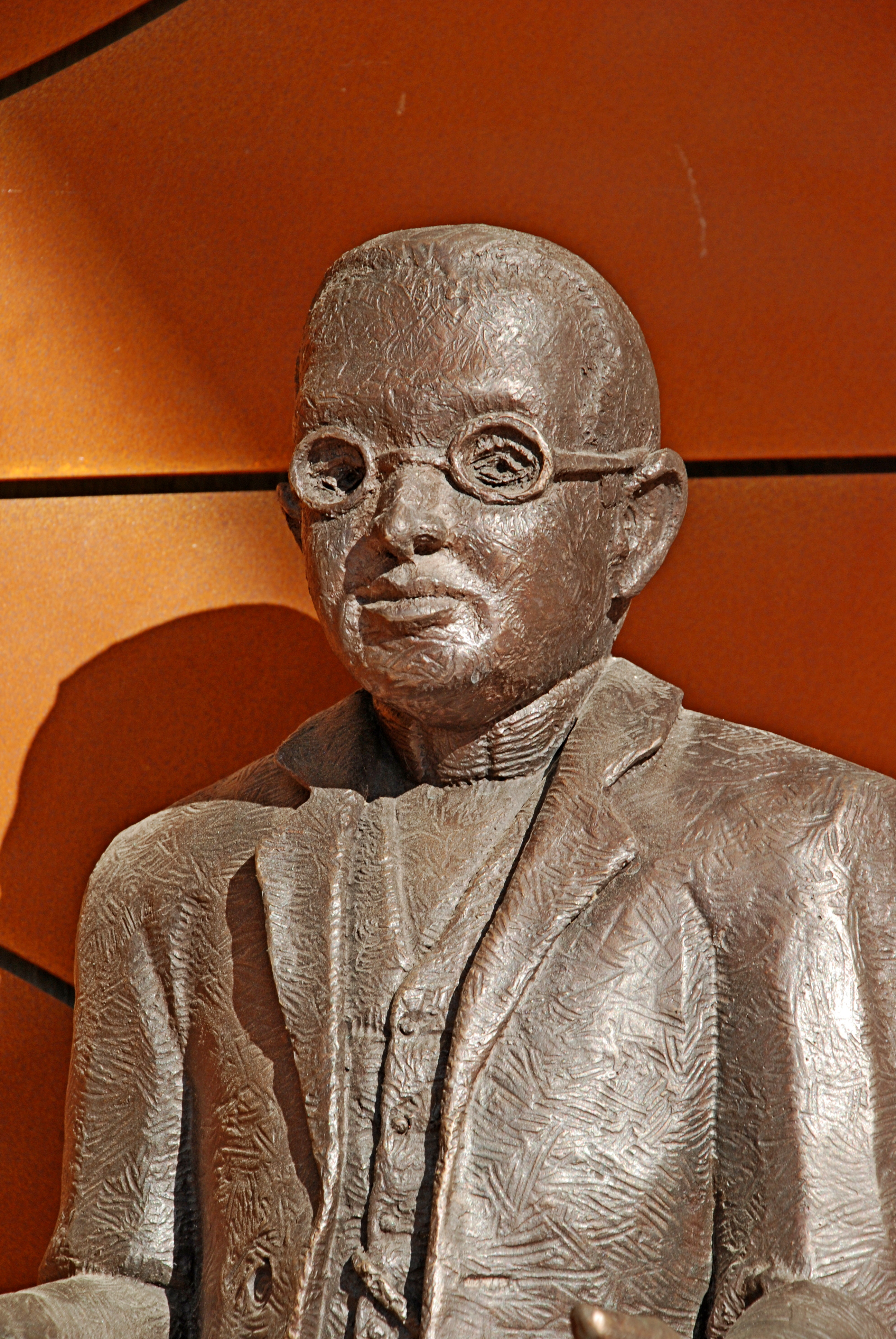

### Autres réalisations
Voici une liste non exhaustive d'œuvres réalisées par Gigi Warny en d'autres villes qu'Ottignies-Louvain-la-Neuve :
- 1982 : Six Attitudes, façade du conservatoire de musique de Tournai, rue du Parc à Tournai ;
- 1984 : La courte échelle, Rue Perdu 7 à Tournai ;
- 1985 : Le verger mythologique, à Anvers ;
- 1995 : Portrait de Louise Lateau, jardin de la maison natale de Louise Lateau, rue Saint-Hubert 60 à Bois-d'Haine ;
- 1997 : Twène, rue Saint-Lambert à Jodoigne ;
- 1997 : L'arbre de la justice, rue Victor Libert 9 à Marche-en-Famenne ;
- 2000 : Arianne, boulevard René Branquart 80 à Lessines ;
- 2002 : 4 Suspensions, Hôtel le XIXe Siècle, Montréal (Canada) ;
- 2005 : La Poursuite, Palazzo Communale, Soave, (Italie) ;
- 2007 : Lire, envers et contre tout, rue de la Fauvette 11 à Frasnes-lez-Anvaing.

## Encadrement de jeunes
Visages Urbains (2010)

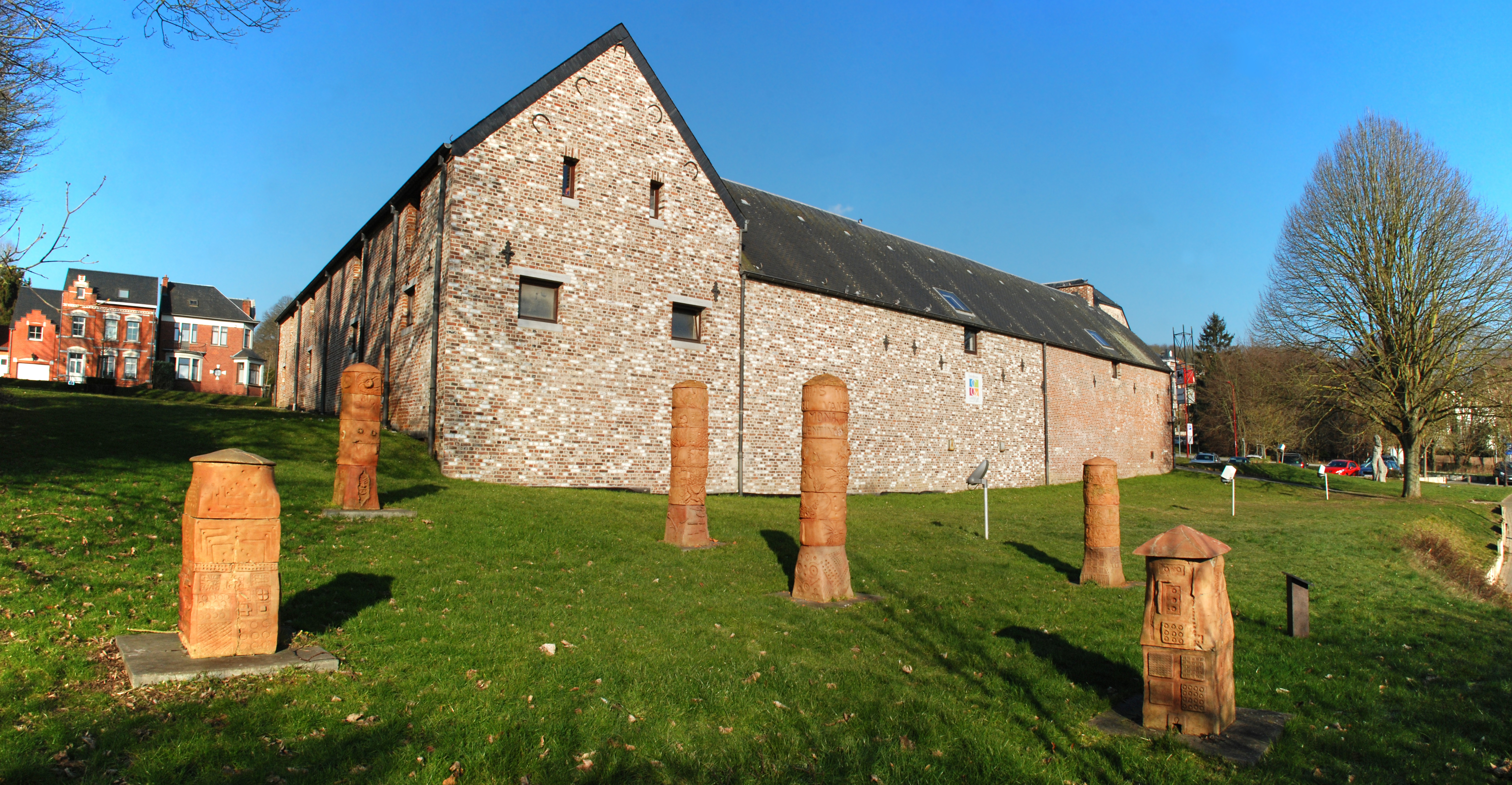
Les « Visages Urbains ».

Contre la Ferme du Douaire à Ottignies se dressent six totems en terre cuite réalisés par six jeunes en difficulté scolaire, membres de l'association « La Chaloupe », guidés par Gigi Warny,.
Installés en 2010 au quartier des Bruyères à Louvain-la-Neuve, ces totems appelés Visages Urbains sont vandalisés après dix jours seulement. Après réparation par leurs jeunes auteurs, les six totems sont installés en juin 2012 dans la prairie qui entoure la Ferme du Douaire.
Par ces totems, figurant des tours ou des immeubles de tailles et de couleurs différentes, les jeunes évoquent la « ville métro-boulot-dodo », la ville avec tout ce qu'elle a de dangereux et la ville de leurs rêves.

Visages Urbains
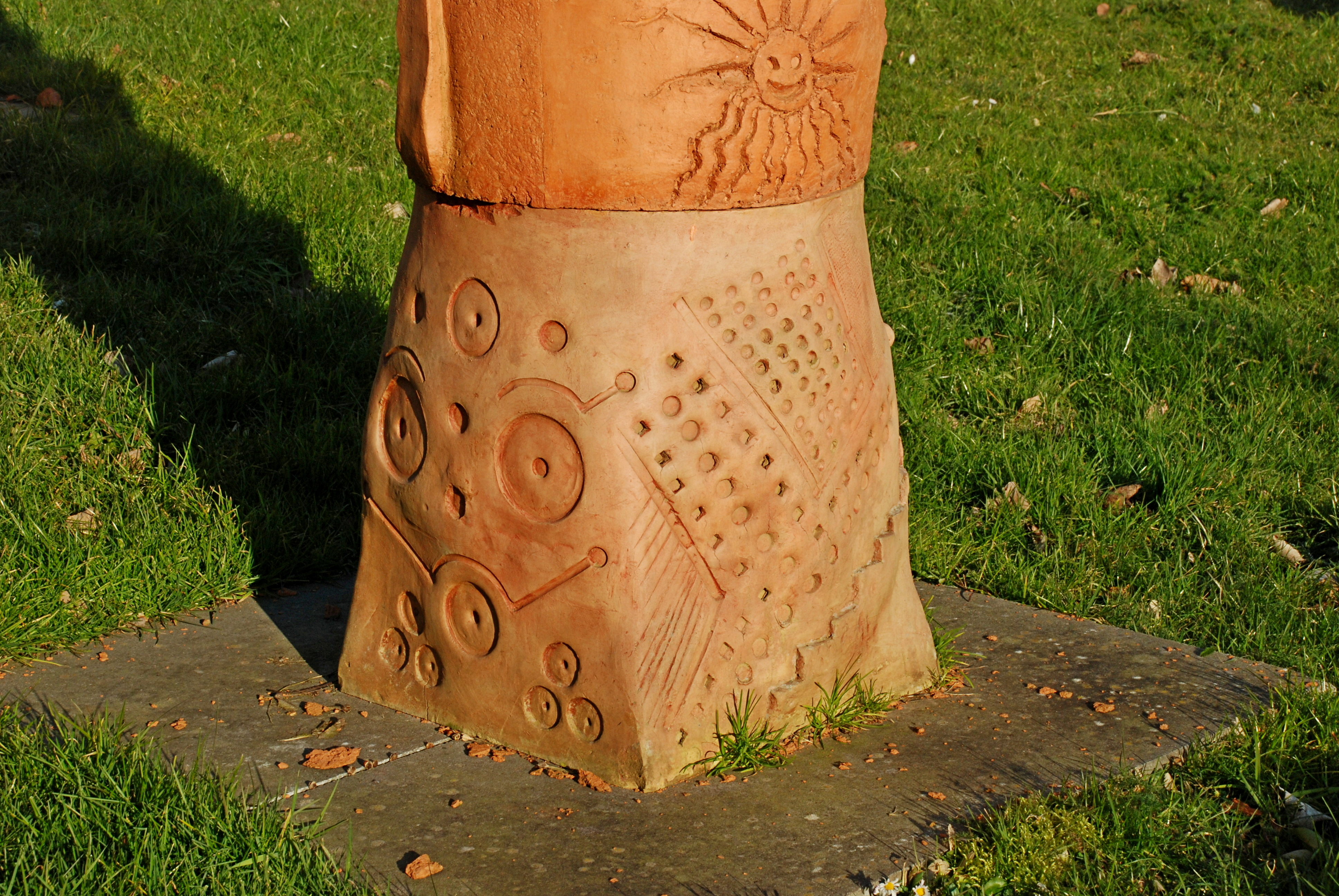
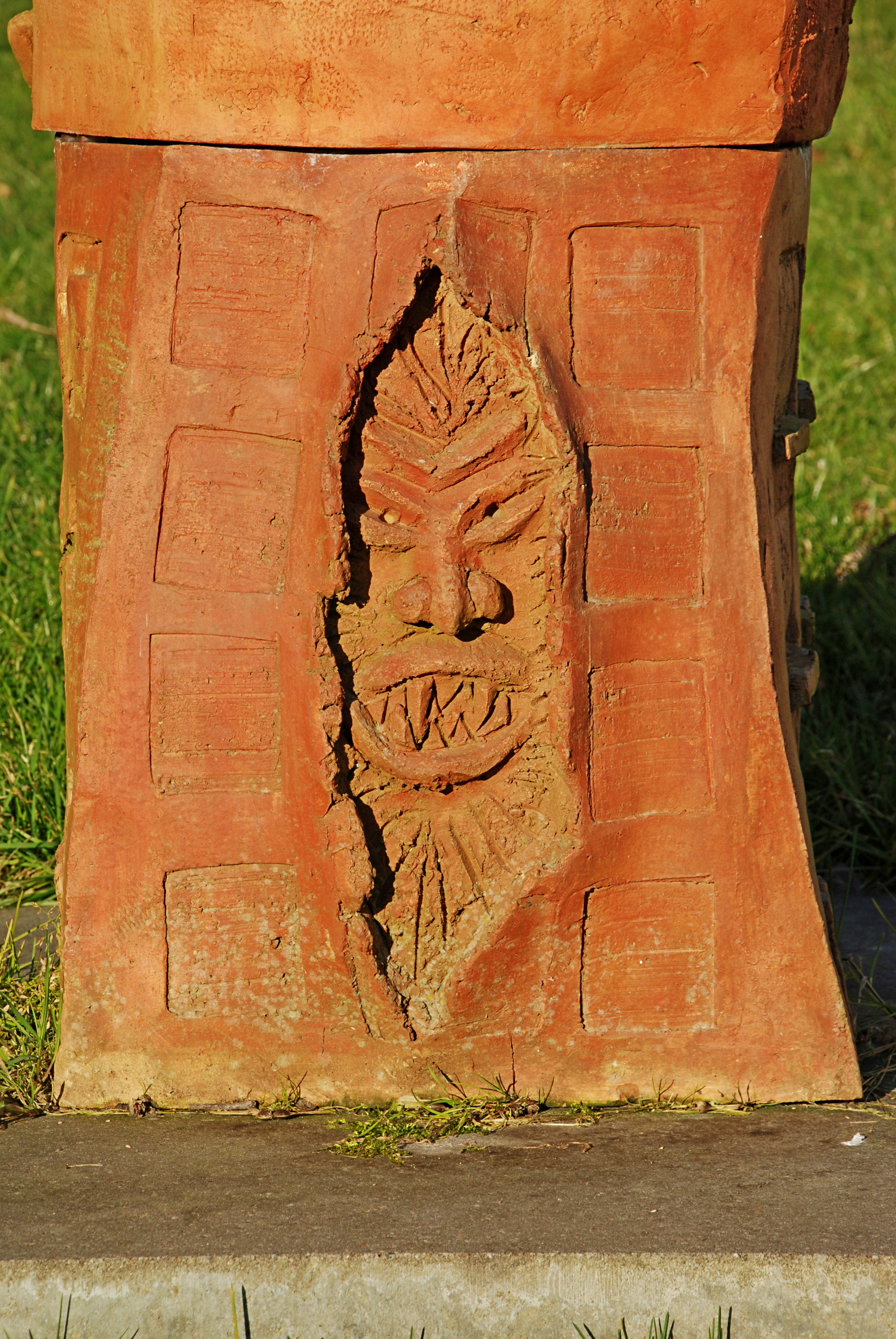
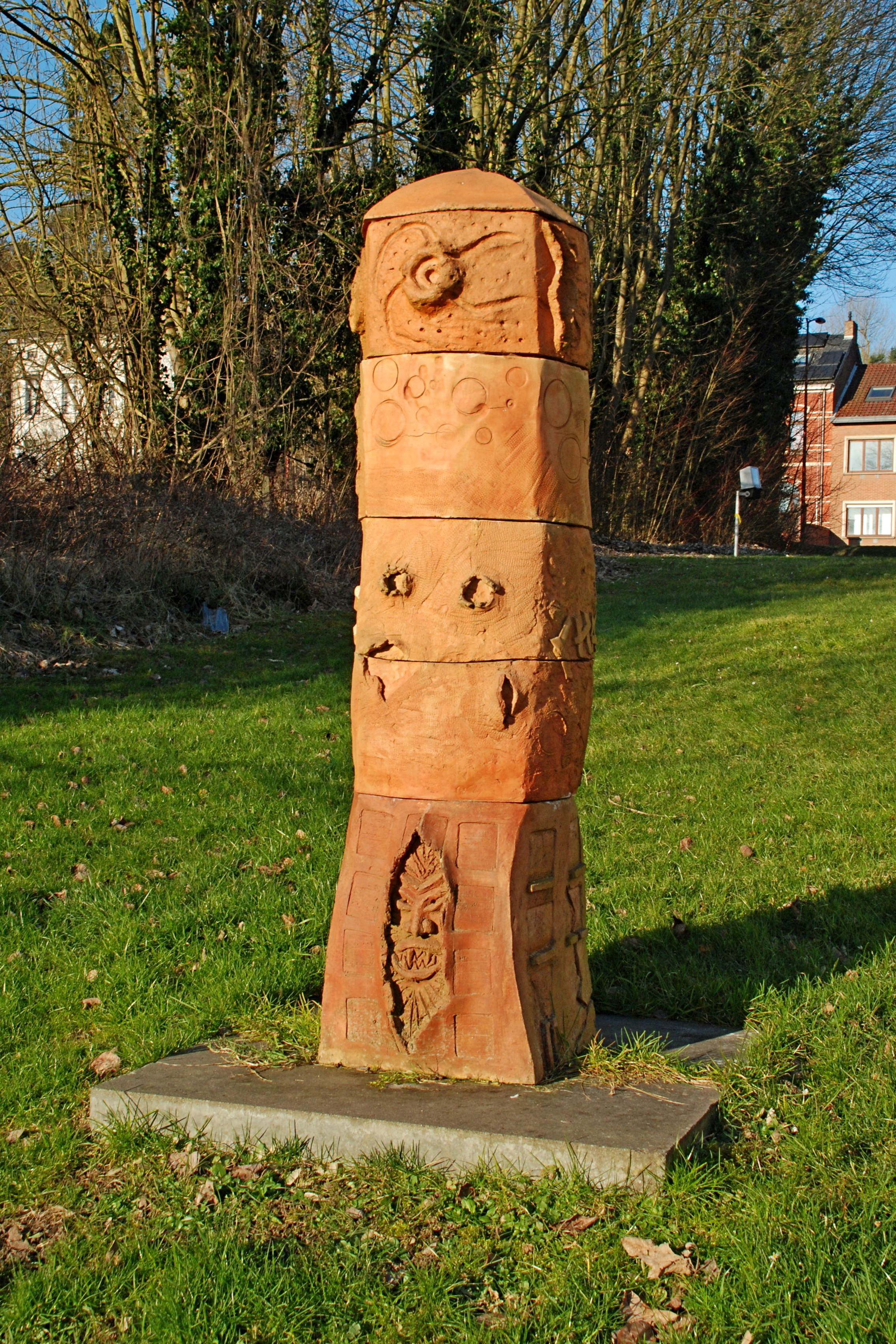
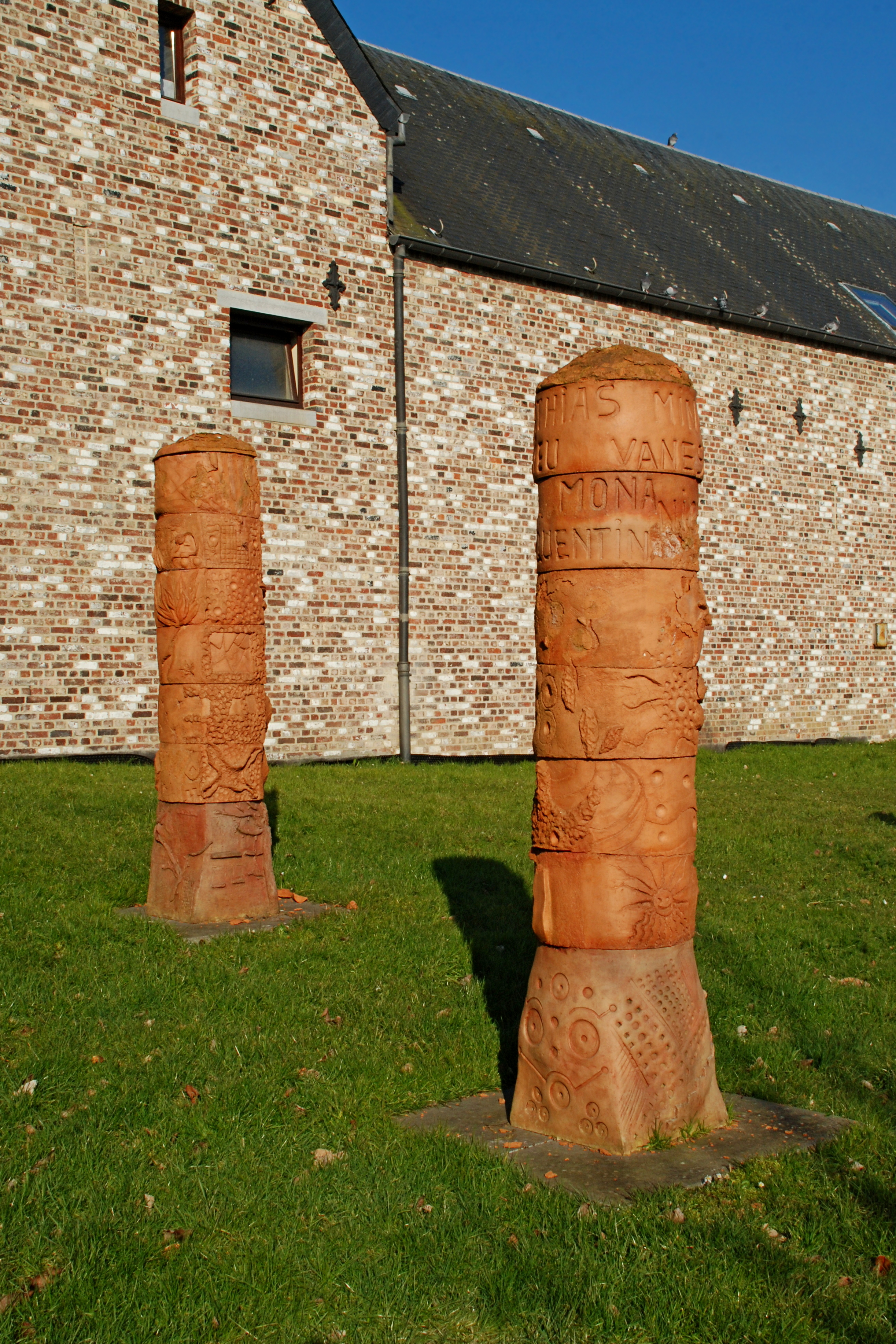
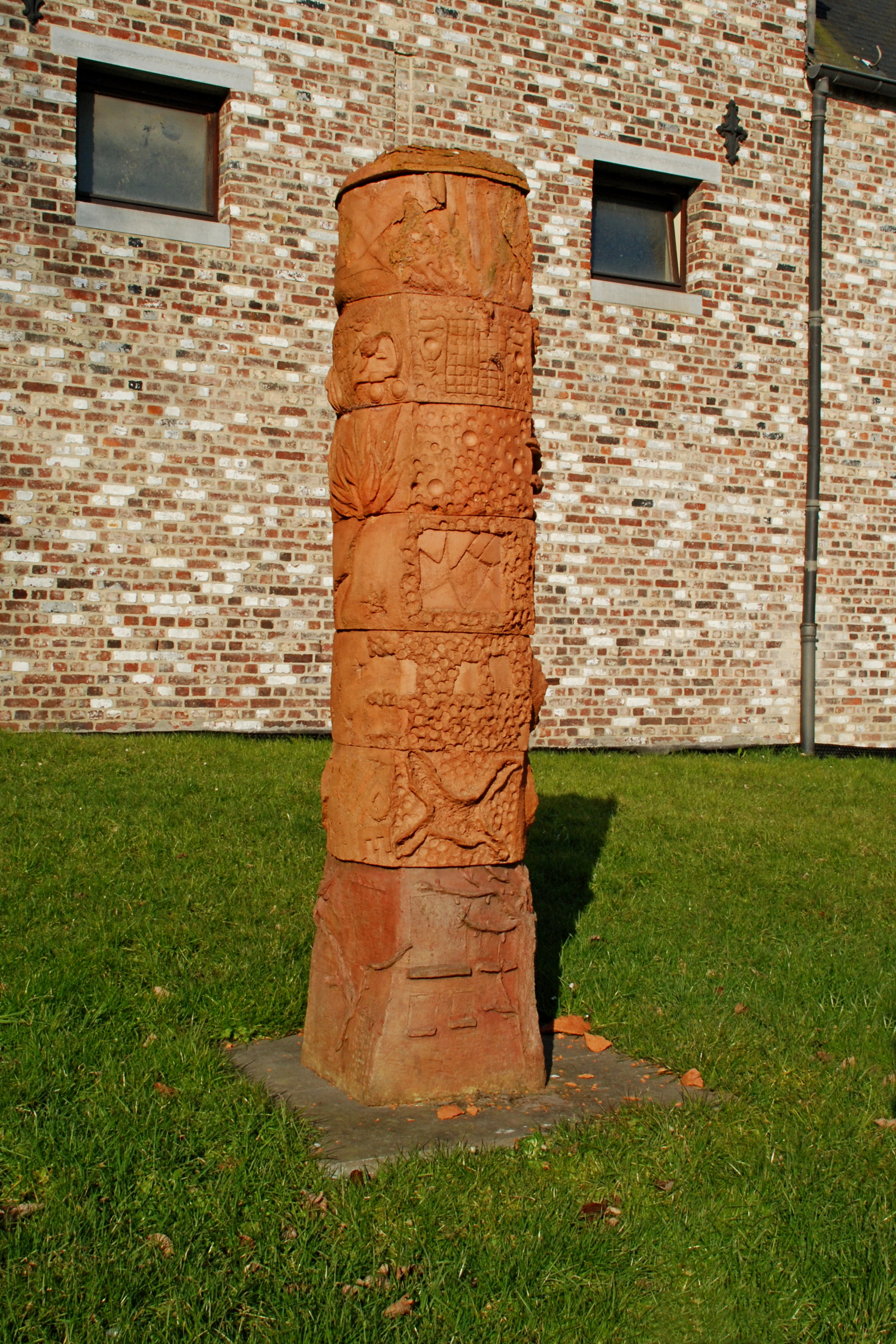
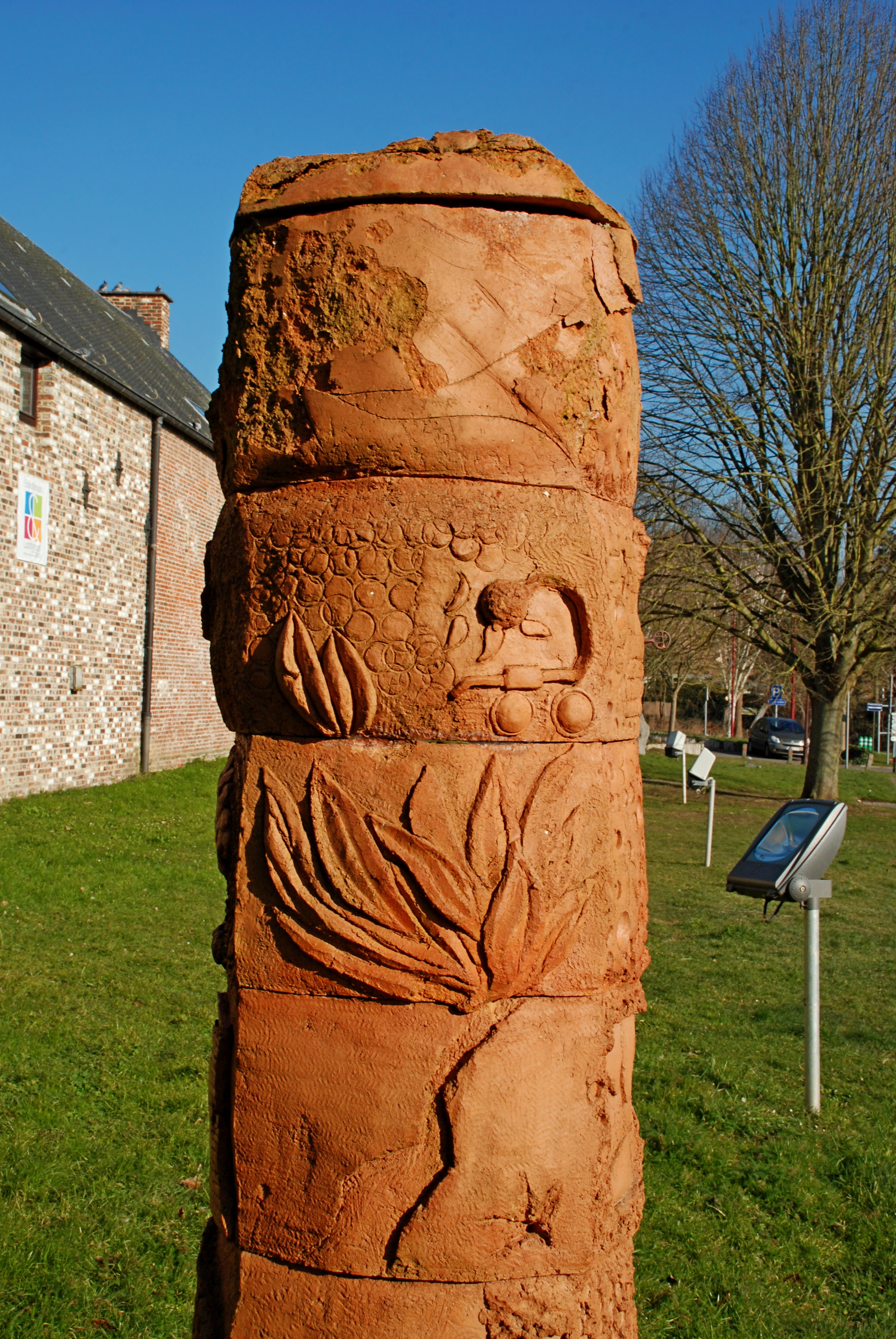